# 大阪ヒューマンランド 〜やんか!〜
『大阪ヒューマンランド 〜やんか!〜』（おおさかヒューマンランド やんか）は、NHKが放送する『わが心の大阪メロディー』で番組開始の2001年 - 2005年まで使用された楽曲。作詞・作曲は中村泰士。2003年に中村自身による歌唱でCD化された。

## 概要
- 2001年 - 2005年までの同番組のフィナーレは、中村が同番組のために作った本曲を、中村自らの指揮により全員合唱するものであった。
  - しかし中村が高齢となり健康上の問題もあったこと、歌詞の中に出てくるプロ野球チームの大阪近鉄バファローズが2004年にオリックス・ブルーウェーブとの合併により消滅したことから、2005年で使用を終了。翌年以降は「大阪ラプソディー」を合唱している。
- 2002年2月 - 3月には『みんなのうた』の楽曲としても放送された。映像は当時の大阪の街や人々が映る実写。同番組での再放送は一度も行われていない。
- 2017年には大阪観光局の公式YouTubeチャンネルにて、大阪周遊パスのPRビデオに本曲が使用された。近鉄バファローズ消滅により歌詞が一部変更されている。